# Internapoli Football Club 1968-1969
Questa voce raccoglie le informazioni riguardanti l'Internapoli Football Club nelle competizioni ufficiali della stagione 1968-1969.

## Rosa
| N. |                   | Ruolo | Calciatore           |
| -- | ----------------- | ----- | -------------------- |
|    | Italia (bandiera) | A     | Aniello Anjo Arcella |
|    | Italia (bandiera) | A     | Amedeo Balestrieri   |
|    | Italia (bandiera) | D     | Marcello Brilla      |
|    | Italia (bandiera) | A     | Giorgio Chinaglia    |
|    | Italia (bandiera) |       | D'Angelo             |
|    | Italia (bandiera) | D     | Giovanni Fagan       |
|    | Italia (bandiera) | C     | Giuseppe Fiaschi     |
|    | Italia (bandiera) | A     | Rocco Fotia          |
|    | Italia (bandiera) | C     | Antonio Girardo      |
|    | Italia (bandiera) | A     | Antonio Incalza      |

| N. |                   | Ruolo | Calciatore        |
| -- | ----------------- | ----- | ----------------- |
|    | Italia (bandiera) | A     | Massimo Jacobini  |
|    | Italia (bandiera) | C     | Renato Palcini    |
|    | Italia (bandiera) | P     | Germano Pietti    |
|    | Italia (bandiera) | D     | Paolo Pini        |
|    | Italia (bandiera) | A     | Domenico Romano   |
|    | Italia (bandiera) | C     | Mario Russo       |
|    | Italia (bandiera) | D     | Salvatore Russo   |
|    | Italia (bandiera) | C     | Ermenegildo Valle |
|    | Italia (bandiera) | P     | Paolo Volk        |
|    | Italia (bandiera) | D     | Giuseppe Wilson   |